# Orocrambus dicrenellus
Orocrambus dicrenellus là một loài bướm đêm trong họ Crambidae.